# Lužice (Olomouc)
Lužice (in tedesco Luschitz) è un comune della Repubblica Ceca facente parte del distretto di Olomouc, nella regione di Olomouc.